# Chichimeken
Unter der Bezeichnung Chichimeken fassten die Bewohner des Hochtals von Mexiko Bevölkerungsgruppen zusammen, die nördlich des Hochtals lebten, mit dem Nahuatl verwandte Uto-aztekische Sprachen verwendeten und als unzivilisiert galten, also nicht unmittelbar Teil der Kultur Mesoamerikas waren. Bis zu ihrer Etablierung in Mexiko fielen wohl auch die spät aus dem Norden zugewanderten Azteken in diese Gruppe.

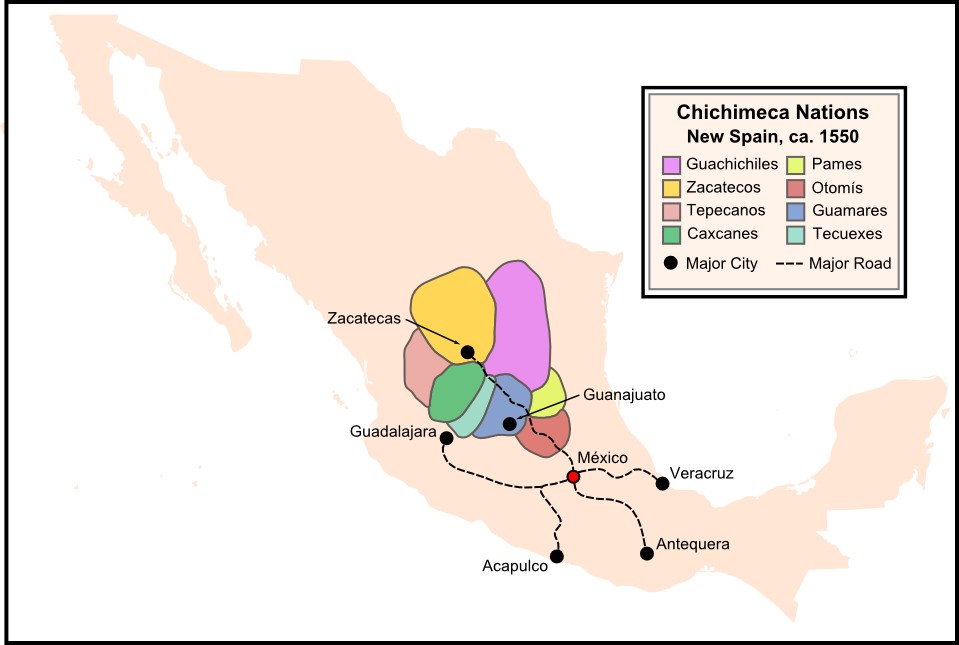
Untergruppen der Chichimeken in Zentral- und Nordmexiko

## Etymologie
Die Bedeutung des Namens ist unbekannt. Er dürfte ursprünglich aus einer anderen Sprache als dem Nahuatl stammen, worauf bereits Anfang des 17. Jahrhunderts der aus dem Königshaus von Texcoco stammende Fernando de Alva Ixtlilxóchitl hingewiesen hat. Der Name ist womöglich eine den Wortbildungsregeln des Nahuatl entsprechende Ableitung von einem nicht belegten Ortsnamen Chichiman; ein Zusammenhang mit dem Nahuatl-Verb chichi („saugen“) ist denkbar oder bestand als Volksetymologie bei den Sprechern des Nahuatl.
Zum einen sind damit Menschen gemeint, die im Norden lebten und anderer Kultur waren als die im Hochtal Lebenden. Für die Region der Tarasken meinte der Begriff der Chichimeken neben der Bezeichnung für entfernt lebende Fremde zum anderen in der taraskischen Gesellschaft lebende Migranten, welche sich neu angesiedelt hatten und eine Akkulturation noch vor sich hatten. Nach dem Franziskaner Bernardino de Sahagún beschrieben die Azteken die Chichimeken durch bestimmte Unterschiede. Dies waren neben der Sprache die Kleidung, die Essgewohnheiten, der Sinn für Ordnung und die Maßhaltung. Ebenfalls zählte er die Reinlichkeit, die Waffenarten und den Besitz städtischer Attribute wie Bauten und Bücher zu den Kriterien, die einen Azteken von einem Chichimeken unterschieden.

## Geschichte
Die Ursprünge der Chichimeken reichen bis ins 7. Jahrhundert zurück. In dieser Zeit drangen sie wie auch die Tolteken weiter nach Süden vor und kamen bis Guatemala und Nicaragua.
Die Chichimeken werden auch als „Vorläufer“ der Azteken gesehen. Im Gegensatz zu den Tolteken, die über ausgeprägte künstlerische und wissenschaftliche Fähigkeiten verfügten, waren die Chichimeken eher kriegerischer Natur. Erst in letzter Zeit konnte durch Funde nachgewiesen werden, dass auch die Chichimeken über zumindest einfache kulturelle und künstlerische Fähigkeiten verfügten und somit mehr als nur ungebildete „Barbaren“ waren.

## Kolonialzeit
Die Spanier übernahmen die aztekische Bezeichnung und hispanisierten sie in Chichimecas. Deren Untergruppen erwiesen sich als schwer kontrollierbar und kriegerisch und gefährdeten insbesondere die Transportwege zu den Bergbauzentren des Nordens (siehe Camino Real de Tierra Adentro). Als besonders harter Konflikt ging der Mixtón-Krieg in die Geschichte ein. Trotz eines militärischen Siegs ging dieser Konflikt in latente „Chichimekenkriege“ über und die Spanier und die mit ihnen verbündeten Tlaxcalteken mussten sich mit einer defensiven Absicherung eines Grenzgebiets gegenüber den Chichimekengruppen begnügen.
Durch ihre notorische Feindseligkeit galten die Chichimeken als „kriegerische Indianer“ (Indios de Guerra), wodurch sie im Gegensatz zu „friedlichen Indianern“ (Indios de Paz) nicht denselben gesetzlichen Schutzstatus genossen.
Im Lauf der Kolonialzeit wurden etliche Chichimekengruppen (wie die Guachichilen) allmählich in das System integriert. Die Verwendung des Begriffs Chichimeken ging zurück, obwohl selbst in relativer Nähe zu Mexiko-Stadt sich einige Gruppen wie die Pames und Jonaces der Christianisierung, Sesshaftigkeit und Kontrolle durch die Verwaltung bis tief ins 18. Jahrhundert entzogen.

## Kriegswesen
Bevor die Chichimeken in einen Krieg zogen, bereiteten sie sich mit Gebeten und Tänzen darauf vor. Als berauschendes Mittel wurde bei ihnen Peyote verwendet. Ihre Hauptwaffen waren Pfeil und Bogen. Ein Bogen war etwa zwei Drittel der Größe eines Menschen und reichte ungefähr vom Kopf bis zu den Knien. Der Pfeil wiederum war zwei Drittel der Größe des Bogens. Die Pfeilspitzen waren im Regelfall aus Obsidian. Als weitere Waffen wurden Äxte, Feuersteinmesser, Speere und Maquahuitls (Hiebwaffen) verwendet.
Die toltekische Stadt Tula wurde vermutlich von den Chichimeken zerstört.

## Archäologie
Später wurde der Begriff „Chichimeken“ auch von der Archäologie übernommen. Er stellt eine Sammelbezeichnung für die Völker im Nordosten Mexikos dar, die keinen Feldbau betrieben.

## Trivia
Eine oberflächliche Bekanntheit erlangten die Chichimeken im deutschen Sprachraum durch die Mexiko-Romane Karl Mays sowie die daran angelehnten Verfilmungen Der Schatz der Azteken und Die Pyramide des Sonnengottes. Darin lässt man sie als Chichimeks noch einmal rein fiktiv aufleben und als Bösewichte und Feinde der Azteken und der anderen Helden fungieren.